# Фримпонг, Акваси
Акваси Фримпонг (род. 11 февраля 1986, Кумаси, Гана) — ганский скелетонист, нидерландский бобслеист и спринтер, бизнесмен.

## Биография
Акваси Фримпонг родился 11 февраля 1986 года в городе Кумаси региона Ашанти Республики Гана. Жил с бабушкой. В возрасте 8 лет с братом Кофи (Kofi) переехал в Нидерланды к матери Эстер Амоако (Esther Amoako), исполнительнице христианских гимнов госпел. Стал нелегальным иммигрантом. Учился в колледже Йохана Кройфа в Амстердаме. В 2007 году получил вид на жительство, а в 2008 году получил гражданство.
В 2001 году стал тренироваться в беге под руководством Сэмми Монселса (англ. Sammy Monsels). В 2003 году стал чемпионом Нидерландов среди юниоров в 200-метровом спринте. Вскоре получил тяжелую травму лодыжки и ахиллова сухожилия. Нелегальному иммигранту было отказано в медицинской помощи, но терапевт Майкл Дэвидсон (Michael Davidson) решил лечить его только за символическую плату в размере одного евро. Акваси Фримпонг лечился 3 года. 
Поступил в Университет долины Юты, где получал спортивную стипендию. Участвовал в спортивных соревнованиях за команду университета. Был удостоен Международной научной премии университета долины Юта в 2009, 2010 и 2011 годах. В 2013 году с отличием окончил университет по специальности маркетинг и менеджмент малого бизнеса.
В сентябре 2013 года Фримпонг был приглашен на испытания голландской Предолимпийской сборной по бобслею. Участвовал в кубке мира по бобслею 2012/2013, где он был в двухместном бобе с Иво де Брюином, но команда была дисквалифицирована, поскольку их сани были сделаны из материалов, не разрешенных FIBT.
В феврале 2017 года стал первым спортсменом, который представлял Гану на чемпионате мира по Скелетону IBSF, заняв последнее место среди 44 участников. Единственный член команды Ганы на зимних Олимпийских играх 2018, Знаменосец команды.

## Интересные факты
В 2003 году Ринске Бош и Николь Баттеке сняли документальный фильм «Теория кроликов» (The Rabbit Theory).
Снимался в рекламе Nike, Kalenji, Eurotech Group и Acai Action.